# Sarah Necker
Sarah Necker (* 1982 in Bochum) ist eine deutsche Wirtschaftswissenschaftlerin und Professorin an der Friedrich-Alexander-Universität Erlangen-Nürnberg (FAU). Seit Juni 2022 leitet sie das Ludwig Erhard ifo Forschungszentrum für Soziale Marktwirtschaft und Institutionenökonomik in Fürth.

## Leben und Wirken
Sarah Necker absolvierte von 2001 bis 2004 in Wuppertal eine Ausbildung zur Werbekauffrau. Von 2004 bis 2008 studierte sie Volkswirtschaftslehre an der Philipps-Universität Marburg und der Universität Stellenbosch in Südafrika. Von 2008 bis 2014 forschte und promovierte sie am Lehrstuhl von Lars Feld, zunächst an der Ruprecht-Karls-Universität Heidelberg und ab 2010 an der Albert-Ludwigs-Universität Freiburg. Für ihre Dissertation mit dem Titel “Preferences, (Mis-)Behavior, and Happiness – An Economic Analysis” wurde sie 2015 mit dem Friedrich-August-von-Hayek-Preis der Universität Freiburg im Breisgau ausgezeichnet.
Von 2010 bis 2022 war sie als Forschungsreferentin am Walter Eucken Institut tätig, seit Februar 2016 in geschäftsführender Position. Zwischen 2012 und 2019 absolvierte sie mehrere Forschungsaufenthalte am Becker Friedman Institut der Universität Chicago und an der Fakultät der Wirtschaftswissenschaften der Universität Rennes.
Ihr Forschungsinteresse gilt der angewandten Mikroökonomie, der öffentlichen Wirtschaft sowie der Arbeitsmarktökonomie. Ein Schwerpunkt ihrer empirischen Untersuchungen ist die Analyse von Anreizen zu unethischem oder illegalem Verhalten, wie beispielsweise Steuerhinterziehung.
2022 wurde Sarah Necker von der Friedrich-Alexander-Universität Erlangen-Nürnberg als Professorin für Volkswirtschaftslehre berufen sowie zur Leiterin des neugegründeten ifo Forschungszentrums für Soziale Marktwirtschaft und Institutionenökonomik in Fürth ernannt. An dieser Niederlassung des ifo Instituts wird erforscht, wie die Soziale Marktwirtschaft unter Berücksichtigung des demografischen Wandels, der Digitalisierung, des Klimawandels und Verteilungsgerechtigkeit weiterentwickelt werden kann.

## Veröffentlichungen (Auswahl)
- Preferences, (Mis-)behavior, and happiness. an economic analysis. Freiburg (Breisgau) 2013.
- Lars P. Feld: Markt versus Staat. IMPULS-Stiftung, Frankfurt 2014.
- Lars P. Feld, Bruno S. Frey: Happiness of Economists. In: CESifo Working Paper. Band 5099. CESifo, München 2014 (cesifo.org).
- Andrea Voskort: Politics and Parents – Intergenerational Transmission of Values After a Regime Shift. In: European Journal of Political Economy. Band 36, S. 177–194.
- Why Do Scientists Cheat? Insights From Behavioral Economics. In: Review of Social Economy. Band 74, Nr. 1, 2016, S. 98–108.
- Thushyanthan Baskaran, Lars Feld Feld: Depressing Dependence: Transfers and Economic Growth in the German States. In: Regional Studies. Band 51, Nr. 12, 2017, S. 1815–1825.
- Benoît Le Maux, David Masclet: Monetary incentives and the contagion of unethical behavior. Universitätsbibliothek Mannheim, Mannheim 2021, urn:nbn:de:bsz:180-madoc-592405 (uni-mannheim.de).
- Annabelle Doerr: Collaborative tax evasion in the provision of services to consumers - a field experiment. Universitätsbibliothek Mannheim, Mannheim 2021, urn:nbn:de:bsz:180-madoc-591543 (uni-mannheim.de).
- Fabian Paetzel: The Effect of Losing and Winning on Cheating and Effort in Repeated Competitions. In: CESifo Working Paper. Band 9744. CESifo, München 2022 (cesifo.org).
- Lilith Burgstaller, Annabelle Doerr: Do Household Tax Credits Increase the Demand for Legally Provided Services? In: CESifo Working Paper. Nr. 10211, 2023, doi:10.2139/ssrn.4329470.